# Hannibal Choate
 (mai 2023).
Pour les articles homonymes, voir Choate.
Hannibal Choate Ford (1877-1955) est un inventeur et ingénieur américain.
Il développa un équipement pour contrôler l'intervalle et la précision des armes à feu. Il perfectionna la méthode qui permit aux armes sur les ponts des navires en mer de gagner en précision. Ford aida Elmer A. Sperry à développer le gyroscope en 1909 et était l'ingénieur en chef de Sperry de 1910 à 1915.

## Création d'entreprise
Ford créa la Ford Instrument Compagny en 1915 et devient son premier président. Plus tard, elle devient une division de Sperry Rand Corporation. Il aida à faire beaucoup d'amélioration machines à écrire et aussi à inventer un viseur de bombardement automatique.